# Székelymagyaros
Székelymagyaros (románul Aluniș) falu Romániában Hargita megyében.

## Fekvése
Székelyudvarhelytől 10 km-re délnyugatra, a Nagy-Küküllő jobb partján, a Leső-hegy déli lábánál fekszik.

## Nevének eredete
Nevét a Leső-hegy oldalában nőtt mogyoróbokrokról kapta.

## Története
A Várhegy-Les tetőn bronzkori erődítmény nyomait tárták fel. Kisvár nevű dűlőjében is vármaradványok láthatók.
Régi fatemploma 1831-ben épült, 1906-ban bontották le.
Mai református temploma 1907-ben épült.
1910-ben 215, 1992-ben 139 magyar lakosa volt. A trianoni békeszerződésig Udvarhely vármegye Udvarhelyi járásához tartozott.